# 甲源一刀流
甲源一刀流（こうげんいっとうりゅう）は、溝口派一刀流剣術を学んだ武蔵国の住人・逸見太四郎義年（義利と記されている史料もあり）が開いた剣術の流派。逸見氏の家系が甲斐源氏を祖とするところから、甲源一刀流と称した。
中里介山の小説『大菩薩峠』の主人公・机竜之助も甲源一刀流の使い手として描かれている。

## 甲源一刀流の歴史

### 逸見氏の家系伝承
甲源一刀流の祖　逸見義年の生家である逸見氏は甲斐国の守護大名・武田氏とは同族であり、代々甲斐国に住んでいた。しかし、16代逸見若狭守義綱が守護の武田信虎と心が合わず、大永年間(1521～28年)に武蔵国の小鹿野村小沢口（現・埼玉県秩父郡小鹿野町）に移り住んだと伝えられる。

### 甲源一刀流創始以後
江戸時代後期、逸見家25代・逸見太四郎源義年は、桜井五亮長政から溝口派一刀流を学び、剣の技をみがき、流派を立てて、自らの出身血族である甲斐源氏にちなみ「甲源一刀流」と称した。義年は小鹿野村に「燿武館」という道場を建てて門弟の指導をし、流派を後世に伝えた。燿武館では現在も甲源一刀流の指導が続けられており、江戸時代の道場建築として埼玉県の史跡に指定されている。
逸見義年の弟子であった武蔵国高麗郡梅原村（現・埼玉県日高市）の住人・比留間与八は甲源一刀流の達人として知られ、幕末の三剣士の一人に挙げられることもある。
比留間家は、比留間与八、比留間半造、比留間良八と3代続けて達人を輩出して、比留間家の道場は門弟数千人と称し、甲源一刀流の隆盛に大いに貢献した。
比留間与八の子・比留間半造は、八王子千人同心に剣術を指導した。これにより八王子千人同心の間で甲源一刀流が広まった。弘化年間(1845年-1848年)には徳川家慶の前で剣技を披露して甲源一刀流の流名を高めたと伝えられる。
比留間半造の子・比留間良八は、父から甲源一刀流を学び皆伝を得た後に、今堀登代太郎から神陰流の皆伝も得た。1863年（文久3年）に一橋徳川家に召し抱えられ、一橋家の徳川慶喜の征夷大将軍就任に伴い幕臣となった。上野戦争では彰義隊に加わって戦ったと伝えられる。明治以降は弟に家督を譲って成瀬村（現・埼玉県越生町）の田島家の養子となり、農業のかたわら道場を開いた。
また、第2世の逸見義苗の弟子であった強矢良輔も甲源一刀流の達人として知られ、紀州藩の附家老・水野家の剣術指南役となり、併せて江戸で道場を開いて、甲源一刀流剣術と強矢家の家伝の薙刀術（戸田派武甲流薙刀術）を指導した。
逸見家では、第5世の逸見長英が達人として知られる。1836年（天保7年）、逸見長英は神道無念流の大川平兵衛と試合をし見事に勝ったと伝えられる。
逸見家の親族であり、代々甲源一刀流を学び、戦後の甲源一刀流の長老的存在であった浅見源作（秩父ワイン創業者）は、これとは少し異なる伝承を伝えていた。その内容は、対戦したのは浅見源作の祖先である浅見辰四郎（第3世・逸見義豊の師範代）と千葉周作（北辰一刀流開祖）で、浅見辰四郎は千葉周作と引き分けたというものである。
燿武館での指導は、門人の大部分が農民であったことから、早朝からの朝稽古が中心であった。門人らは朝稽古を終えてから自宅に戻り農作業をしたと伝えられる。

## 甲源一刀流剣道形

### 長剣
- 五天
  - 妙剣・実妙剣・勢眼・上段・独妙剣
- 陳頻組
  - 切落・発身翻額・寄身切・本格式・捲切
- 残心組
  - 霞隠・体当・右足・左足・水車
- 刃切合組
  - 反右足・反左足・頭丁剣・左右腰身・逆払

### 小太刀
- 虚実・大六天・馬手返・厳波・谷落

### 薙刀
- 差付・肩返・腰車・霞落・流車

## 甲源一刀流宗家
- 開祖　逸見太四郎義年
- 二世　逸見彦九郎義苗
- 三世　逸見兵馬義豊
- 四世　逸見右輔義隆（義豊甥）
- 五世　逸見太四郎長英
- 六世　逸見愛作英敦
- 七世　逸見武市義純
- 八世　逸見太四郎実道
- 九世　逸見知夫治
- 十世　逸見義清（現宗家）

### 門人と系統
- 開祖　逸見太四郎義年
  - 比留間與八利恭
    - 比留間半造利充
      - 比留間良八利衆
      - 比留間国造利暠
      - 小高神左衛門秀通
      - 三田左内宗美
        - 久林萬次郎

      - 関根権次郎

    - 内田周三利周
      - 野口愛之助章庸
        - 恩田八十二

  - 中島宗蔵義武
    - 中島宗蔵義保
      - 中島宗蔵義繁

  - 強矢良輔武行
    - 強矢良右衛門武文
      - 強矢文司

    - 強矢左馬之助文武
    - 蛭川一
      - 塚田源三郎秀保
        - 瀬川太郎右衛門信綱

      - 吉田蔵治佑年

    - 飯野清三郎
    - 中村森吉義行
      - 中村清介

    - 松沢良作景正
    - 酒井馬太源貞明
      - 酒井幾太郎源武貞
        - 酒井塩太源英耀
          - 福島与一義耀
            - 福島秀明秀麗

    - 水野清吾年賀
      - 水野倭一郎年次
        - 水野喜一郎年連

    - 関口宇助
      - 関口三郎兵衛
        - 関口卯三郎
          - 関口延平
            - 関口延治

    - 松本半平
      - 松本半兵衛
      - 新井荘司年信
        - 新井仲助
          - 新井正吉

  - 高橋文次郎
- 二世　逸見彦九郎義苗
- 三世　逸見兵馬義豊
- 四世　逸見右輔義隆
- 五世　逸見太四郎長英
- 六世　逸見愛作英敦
  - 新井勘四郎智昭
    - 新井左源太
      - 新井順作
        - 新井重勝
- 七世　逸見武市義純
- 八世　逸見太四郎実道
- 九世　逸見知夫治
- 十世　逸見義清（現宗家）